# Marek Piwowarczyk
Marek Piwowarczyk (* 1976) ist ein polnischer Philosoph und akademischer Hochschullehrer. 2016 habilitierte er an der KUL und ist seitdem Professor an der Philosophischen Fakultät der Katholischen Universität Lublin (KUL).

## Schwerpunkte
Piwowarczyk arbeitet seit 2007 an der KUL. Seine Schwerpunkte umfassen ontologische Argumente, Fragen der Einfachheit, Allgegenwart, Unveränderlichkeit und Ewigkeit Gottes und seine Beziehung zur Welt. Seine Forschung stützt sich auf vier philosophische Traditionen: Phänomenologische Ontologie (Roman Ingarden), Klassische Philosophie (Aristoteles, Thomas von Aquin), Analytische Philosophie (E. J. Lowe, M. Loux, A. Bird, D. Armstrong, J. Heil) und Prozessphilosophie (A.N. Whitehead, Ch. Hartshorne).

## Schriften
- Ontological Priority of Substances over Objects of Other Categories, in: Dualistic Ontology of Human Person, ed. M. Szatkowski, Philosophia Verlag, München 2013, S. 203–214
- On the Difference between Inseparability and Dependence, „Studia Philosophica Wratislaviensia“, Supplementary Volume, English Edition 2013, S. 43–59
- „I am a force“ — an attempt of ontological interpretation of Ingarden’s Metaphor, in: Substantiality and Causality, eds. M. Rosiak, M. Szatkowski, De Gruyter, Berlin-Boston 2014, S. 75–99
- A Leibnizian Inspiration. The Nomological Model of the Subject-Properties Structure, in: "Für unser Glück oder das Glück anderer" : Vorträge des X. Internationalen Leibniz-Kongresses Hannover, 18. – 23. Juli 2016, red. W. Li, Georg Olms Verlag, Hildesheim 2016, t. 4, S. 301–311
- The Leibnizian Doctrine of vinculum substantiale and the Problem of Composite Substances, "Roczniki Filozoficzne" 65 (2017), Nr. 2, S. 77–92